# Landtagswahl im Trentino 1952
Die Landtagswahl im Trentino 1952 fand am 16. November als Wahl zum Regionalrat Trentino-Südtirol statt. Gewählt wurden die 26 Mitglieder des Trentiner Landtags.
Am selben Tag fand auch die Wahl zum Südtiroler Landtag statt.

## Ergebnis
| Listen                                    | Listen                                                    | Stimmen | %    | Mandate |
| ----------------------------------------- | --------------------------------------------------------- | ------- | ---- | ------- |
|                                           | Democrazia Cristiana                                      | 133.392 | 63,8 | 17      |
|                                           | Partito Socialista Italiano                               | 17.410  | 8,3  | 2       |
|                                           | Partito Socialista Democratico Italiano                   | 15.836  | 7,6  | 2       |
|                                           | Partito Popolare Trentino Tirolese                        | 12.906  | 6,2  | 2       |
|                                           | Partito Comunista Italiano                                | 11.694  | 5,6  | 1       |
|                                           | Movimento Sociale Italiano                                | 6.874   | 3,3  | 1       |
|                                           | Alleanza degli Indipendenti                               | 4.683   | 2,2  | 1       |
|                                           | Partito Liberale Italiano – Partito Repubblicano Italiano | 4.448   | 2,1  | –       |
|                                           | Unione degli Indipendenti                                 | 1.838   | 0,9  | –       |
| Gesamt                                    | Gesamt                                                    | 209.081 | 100  | 26      |
|                                           |                                                           |         |      |         |
| Quelle: Autonome Region Trentino-Südtirol |                                                           |         |      |         |